# 薩勒姆學院
薩勒姆學院（Salem College）或譯塞倫學院、賽勒學院，是一所位于美國北卡羅來納州溫斯頓-撒冷的私立女子文理學院，創始于1772年，隷屬于摩拉维亚弟兄会。最初只是一所小學，後來變成高中，最終在1890年開始授予大學學位。它是美國最古老的女子學院之一，不過雖是女子學院，實際也會接受年滿23嵗的男性作爲繼續教育的學生。2017年《美國新聞與世界報道》將其列在全國文理學院排名中的第122位。

## 外部連接
- 官方网站
- Official athletics website

36°05′14″N 80°14′23″W / 36.0872891°N 80.2397989°W